# Carl Zeiss Jena (Unternehmen)

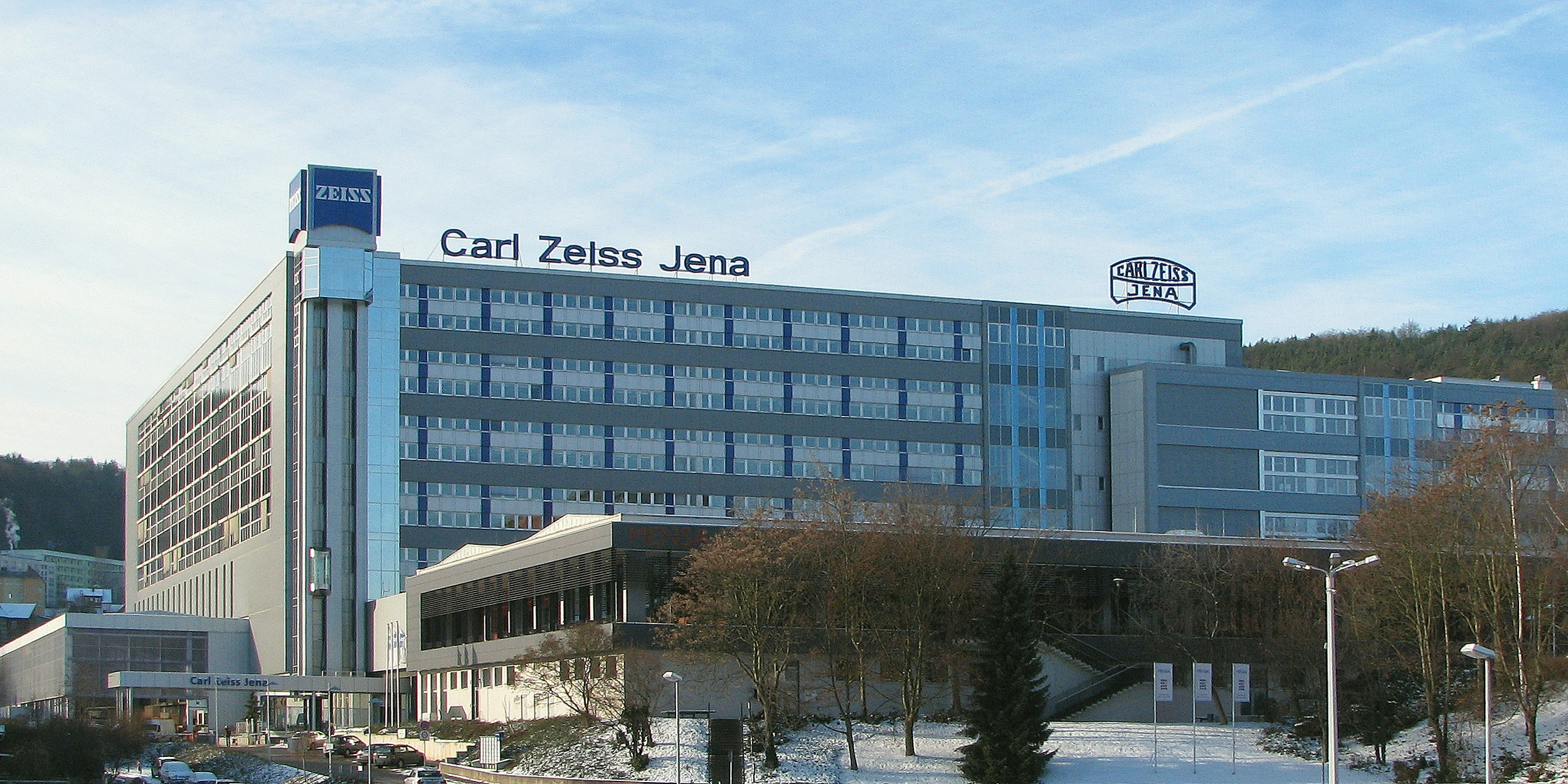
Carl Zeiss Jena GmbH
Carl-Zeiss-Promenade in Jena

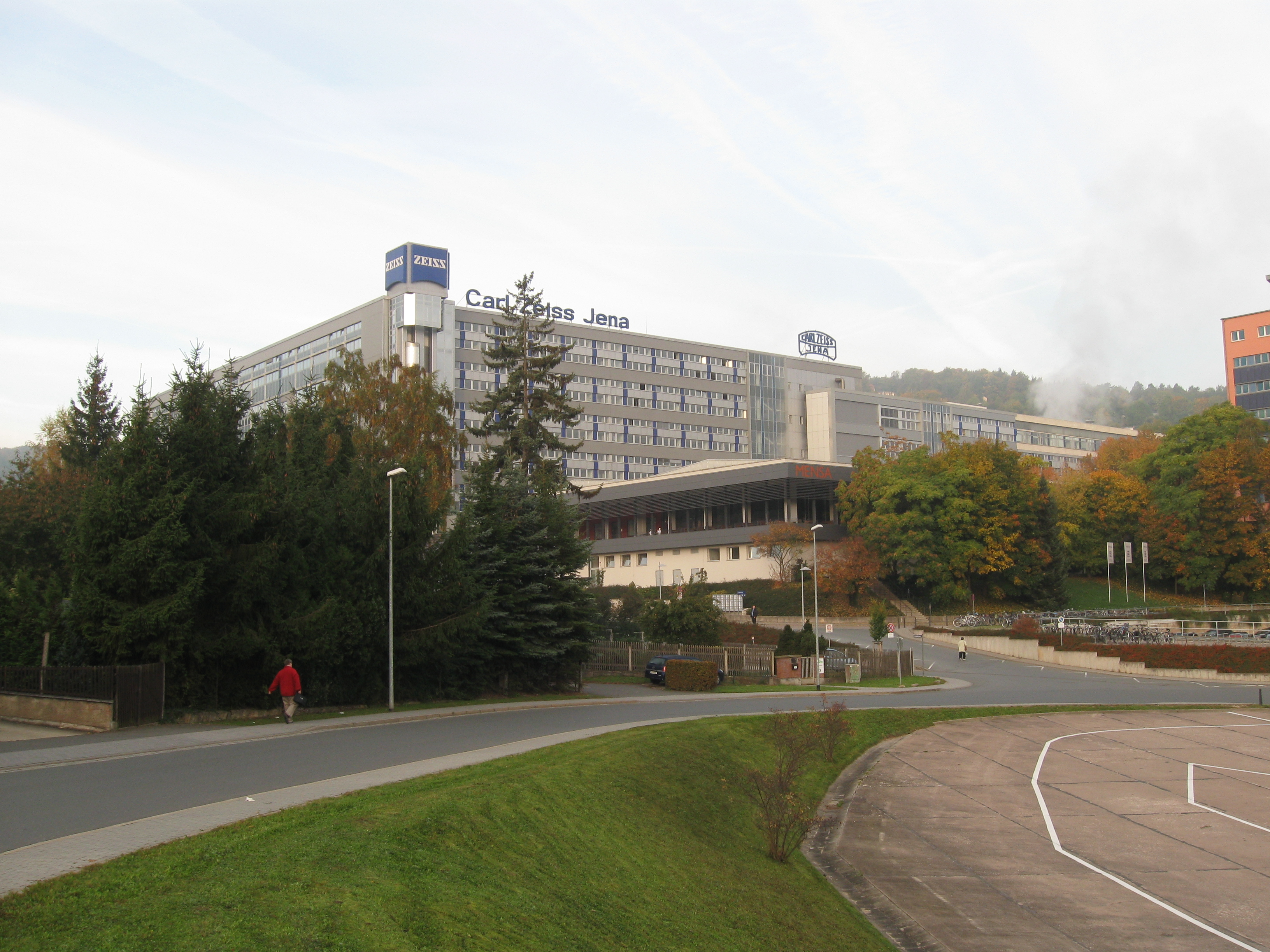
Firmengebäude Carl Zeiss Jena GmbH und weitere Firmen

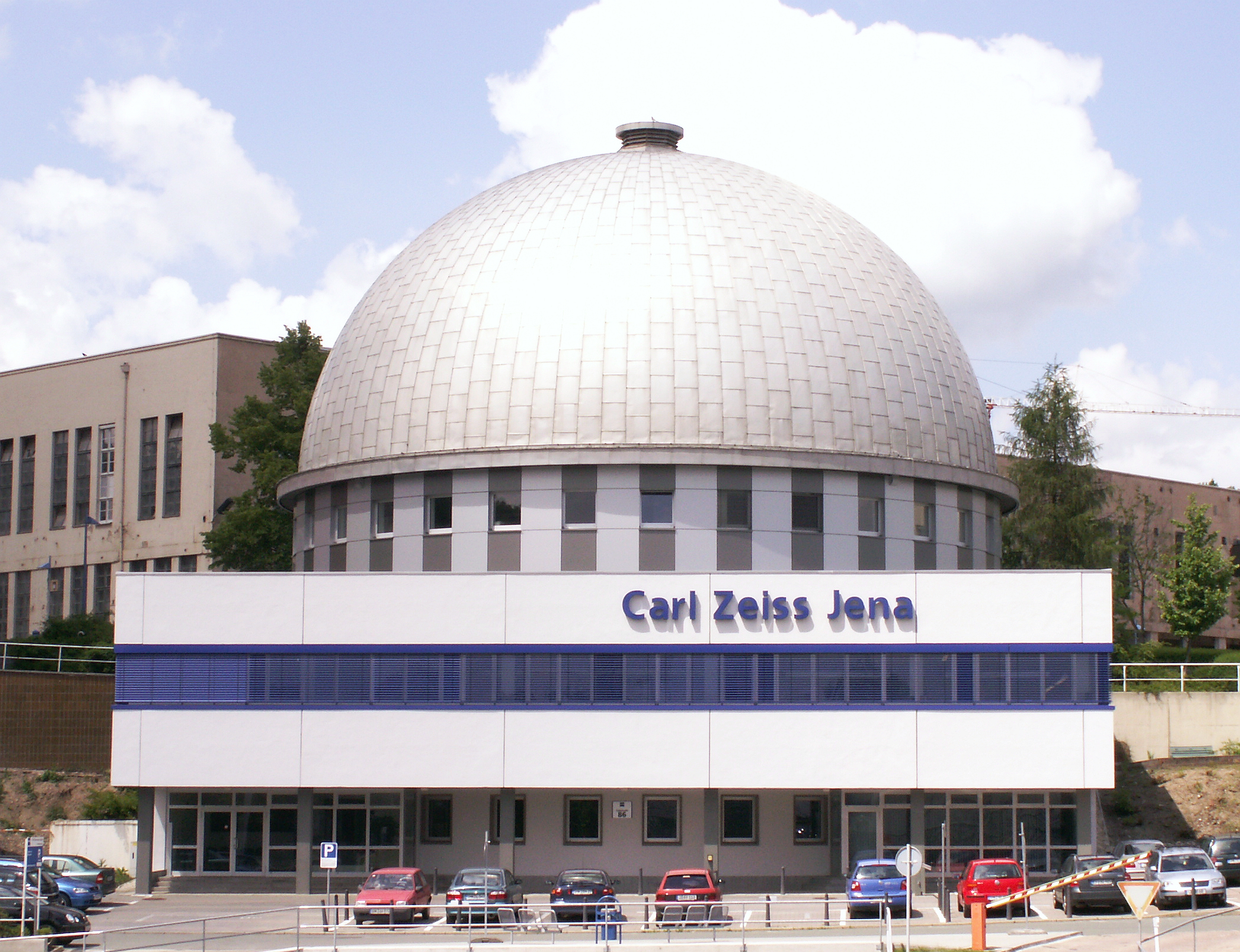
Carl Zeiss Jena Geschäftsbereich Planetarien

Die Carl Zeiss Jena GmbH befindet sich zu 100 Prozent im Besitz der Carl Zeiss AG. Sie produziert an den Standorten Jena, Oberkochen und Göttingen. Der Hauptsitz befindet sich in Jena.

## Geschäftstätigkeit und Anwendungsfelder
Die Produkte werden einerseits im Bereich der Photonik (z. B. Medizin-, Mess- und Halbleitertechnik), andererseits in Branchen wie Maschinenbau oder Automobil- und -zulieferindustrie angewendet. Der Fokus liegt auf der Entwicklung, Herstellung und Prüfung optischer sowie mechanischer Komponenten und Systeme:
- Entwicklung optischer Lösungen (Optikdesign + Konstruktion, Prototypen- und Serienfertigung)
- Montage von Optischen Systemen (Fassen, Montieren, Justieren)
- Entwicklung und Fertigung Optischer Komponenten (z. B. Asphären, Freiformoptik, Optische Schichten, Großoptik, Mikrooptik)
- Entwicklung und Fertigung Mechanischer Komponenten (Prototypen, Betriebsmittel und mechanische Einzelteile sowie Oberflächenveredelung)
- Planetarien und Projektoren für Simulationslösungen
- Spektrometer
- Objektive für Interferometer

Das Unternehmen fertigt in erster Linie für die Zeiss-Gruppe. Zusätzlich werden Service- und Produktionsdienstleistungen auch an Kunden außerhalb des Zeiss-Konzerns und Institutionen weltweit angeboten.

## Geschichte
Zum 1. Juli 1990 wurde das Kombinat VEB Carl Zeiss Jena in die Carl Zeiss Jena GmbH überführt, die ab September 1990 unter dem Namen Jenoptik Carl Zeiss Jena GmbH firmierte. Gleichzeitig wurden 12 weitere Betriebe des Kombinates rechtlich verselbständigt. Am 1. Oktober 1991 wurde die Carl Zeiss Jena GmbH mit 2800 Mitarbeitern gegründet. Sie übernahm das optische Kerngeschäft des ehemaligen Kombinates. Die Jenoptik GmbH (seit 1996 Jenoptik AG) übernahm die verbliebenen Bereiche. Seit 1995 ist die Carl Zeiss AG mit Sitz in Oberkochen die alleinige Gesellschafterin.
Ursprünglich umfasste die Carl Zeiss Jena GmbH mehrere Geschäftsbereiche inklusive Fertigung. Ab 1995 wurde das Joint-Venture Zeiss BelOMO als Produktionsstandort in Minsk aufgebaut, welches 2023/24 beendet wurde. Bis 1997 wurden einige Geschäftsbereiche in eigenständige Unternehmen ausgegründet, darunter die optische Koordinatenmesstechnik, die Analysenmesstechnik und die Laserfertigung. Die bis dahin noch an beiden Standorten vorhandenen Bereiche Geodäsie und Photogrammetrie wurden 1997 in Jena beziehungsweise Oberkochen zusammengefasst und 1999 in Joint Ventures eingebracht. Im Jahr 2002 nahm die Carl Zeiss Meditec AG ihre Geschäfte auf. In diesem Unternehmen ging der Bereich Ophthalmologie der Carl Zeiss Jena GmbH auf. 
Die Bereiche für Mikroskopie von Zeiss in Jena und an anderen Standorten wurden 2006 in der Carl Zeiss MicroImaging (heute Microscopy) zusammengeführt. 
Seit dem 1. Juli 2015 gehört die Carl Zeiss Spectroscopy GmbH (eine Ausgründung aus dem Portfolio der Microscopy) als Tochterunternehmen zur Carl Zeiss Jena GmbH. Diese Firma fertigt Spektrometer-Komponenten und Komplettsysteme für die Spectro-Optische Analyse und Qualitätskontrolle (für Laboranwendungen und On-Line) in unterschiedlichen Industriezweigen (z. B. Landwirtschaft, Chemische-, Lebensmittel-, Halbleiter- und Glasindustrie) sowie für Lehre und Forschung.
Am 1. März 2009 wurden Produktions- und Technologiebereiche von Zeiss in Oberkochen und Jena rechtlich in der Carl Zeiss Jena GmbH zusammengeführt. 2016 kam der Standort Göttingen (Carl Zeiss CMP GmbH) hinzu. Heute ist die Carl Zeiss Jena GmbH die zentrale Produktionsgesellschaft für Optik- und Mechanikfertigung der Zeiss-Gruppe.